# Anisodus carniolicoides
Anisodus carniolicoides ist eine Pflanzenart aus der Gattung Anisodus innerhalb der Familie der Nachtschattengewächse (Solanaceae). Die Art ist in der Volksrepublik China verbreitet.

## Beschreibung
Anisodus carniolicoides ist eine ausdauernde Pflanze, die ein gelbes Rhizom als Überdauerungsorgan bildet. Die Sprossachse steht aufrecht und ist manchmal blass purpurn gefärbt. Die Laubblätter besitzen 1,2 bis 3 (selten bis 5) cm lange Blattstiele. Die Blattspreite ist elliptisch bis eiförmig geformt und wird 6 bis 18 (selten bis 21) cm lang und 3 bis 7,5 (selten bis 12) cm breit. Sie ist papierartig und unbehaart, an der Basis keilförmig oder leicht am Blattstiel herablaufend, nach vorn spitz oder zugespitzt. Der Blattrand ist ganzrandig, geschwungen oder unregelmäßig gezähnt.
Die Blütezeit der Art reicht von Mai bis Juli. Die Blüten stehen an kräftigen, 1,5 bis 4 cm langen Blütenstielen. Der Kelch ist glockenförmig, etwa 2,3 cm lang und 1,5 bis 2,5 cm breit. Er ist leicht gelappt, wird aber durch die sich vergrößernde Krone ein- oder zweimal unregelmäßig gespalten. Die Krone ist blass gelb-grün gefärbt und wird etwa 4,5 cm lang. Auf der Außenseite sind die Kronlappen purpurn gestreift, die Spitzen sind unauffällig kurz stachelspitzig. Die Staubbeutel sind 6 bis 7 mm lang, der Blütenboden ist gelb gefärbt.
Zur Fruchtreife im September bis Oktober vergrößern sich die Blütenstiele auf eine Länge von etwa 4 cm, der Kelch wird etwa 3 cm lang und lederig. Die Frucht ist eine etwa 3 cm große Kapselfrucht.
Die Chromosomenzahl ist 2n = 48, der Karyotyp wird mit 20m (3SAT) + 4sm beschrieben.

## Vorkommen
Die Art wächst auf grasbewachsenen Hängen, in Dickichten an Waldrändern und in steinigen Felsspalten. Die Standorte liegen in Höhen zwischen 3000 und 4500 m im Südosten Qinghais, in Sichuan und im Nordwesten Yunnans.

## Verwendung
Die bitter schmeckenden und giftigen Rhizome werden als Heilmittel bei Verletzungen, blutenden Wunden und durch Rheuma oder Arthritis hervorgerufene Schmerzen verwendet.

## Belege
- Zhi-Yun Zhang, Anmin Lu und William G. D’Arcy: Anisodus carniolicoides. In: Z. Y. Wu und P. H. Raven (Hrsg.): Flora of China. Vol. 17 (Verbenaceae through Solanaceae). Science Press, Peking und Missouri Botanical Garden Press, St. Louis, 1994. S. 305.